# АФК Лига шампиона
AФК Лига шампиона елите (енгл. AFC Champions League Elite) је фудбалско клупско такмичење у коме учествују најбољи клубови из азијских фудбалских лига, организовано под окриљем АФК-а. Ово је најважније клупско фудбалско такмичење на континенту и еквивалент је европској Лиги шампиона.
Победник овог такмичења стиче право да учествује на Светско клупско првенство, које окупља сваке године најбоље фудбалске клубове из свих шест ФИФА зона: УЕФА, КОНКАКАФ, КОНМЕБОЛ, АФК, КАФ и ОФК.

## Историја

### 1967—2002: Почеци
Такмичење се на почетку звало Азијско такмичење шампионских клубова. Формат такмичења се мењао сваке године. Најуспешнији клубови тог такмичења су били ФК Макаби Тел Авив и ФК Хапоел Тел Авив из Израела. Такмичење је престало да се одржава 1971. год. због недостатка професионализма и интересовања.
Од сезоне 1985/86 почиње да се одржава Азијско клупско такмичење. Формат такмичења се мењао из године у годину. 1990. године АФК организује АФК Куп победника купова, а од 1995 године и АФК Суперкуп.

### 2002—данас: Лига шампиона
Од 2002/03 сезоне такмичење је реорганизовано и преименовано у АФК Лига шампиона. Победници националних лига и купова стичу право наступа и доигравању квалификација. Победницима квалификација се придружују 8 клубова из источне и западне Азије у групној фази. Први победник АФК Лиге шампиона је био ФК Ел Аин победивши ФК Бек Теро Сасана 2-1 у укупном скору. Такмичење није одржано наредне сезоне због САРС вируса. Од сезоне 2004/05 се одржава без непрекида.

## Листа финала

### Азијско такмичење шампионских клубова (1967—1971)
| Сезона | Победник        | Резултат       | Другопласирани  | Место одигравања |
| ------ | --------------- | -------------- | --------------- | ---------------- |
| 1967   | Хапоел Тел Авив | 2 – 1          | Селангор        | Бангкок          |
| 1969   | Макаби Тел Авив | 1 – 0 (a.e.t.) | Јангџи          | Бангкок          |
| 1970   | Таџ Техеран     | 2 – 1          | Хапоел Тел Авив | Техеран          |
| 1971   | Макаби Тел Авив | w/o1           | Ел Шорта        | Бангкок          |

1 Макаби Тел Авив је освојио титулу после одустајања Ал Шорта из политичких разлога.

### Азијско клупско такмичење (1985—2002)
| Сезона  | Победник               | Резултат           | Другопласирани    | Место одигравања     |
| ------- | ---------------------- | ------------------ | ----------------- | -------------------- |
| 1985/86 | Дајву ројалс           | 3 – 1 (a.e.t.)     | Ел Ахли           | Џеда                 |
| 1986    | Фурукава               | 1                  | Ел Хилал          | Ријад                |
| 1987    | Јомиури                | н/o2               | Ел Хилал          | Две финалне утакмице |
| 1988/89 | Ел Сад                 | 3 – 3 ( (a))       | Ел Рашид          | Две финалне утакмице |
| 1989/90 | Љаонинг                | 3 – 2 (укупно)     | Нисан             | Две финалне утакмице |
| 1990/91 | Естеглал               | 2 – 1              | Љаонинг           | Дака                 |
| 1991    | Ел Хилал               | 1 – 1 (4–3 пенали) | Естеглал          | Доха                 |
| 1992/93 | Пас Техеран            | 1 – 0              | Ел Шабаб          | Бахреин              |
| 1993/94 | Таи фармерс бенк       | 2 – 1              | Оман              | Бангкок              |
| 1994/95 | Таи фармерс бенк       | 1 – 0              | Ел Араби          | Бангкок              |
| 1995    | Илхва чунма            | 1 – 0 (a.e.t.)     | Ел Наср           | Ријад                |
| 1996/97 | Поханг стилерс         | 2 – 1 (a.e.t.)     | Чонан Илхва чунма | Куала Лумпур         |
| 1997/98 | Поханг стилерс         | 0 – 0 (6–5 пенали) | Далијан Ванда     | Хонгконг             |
| 1998/99 | Џубило Ивата           | 2 – 1              | Естеглал          | Техеран              |
| 1999/00 | Ел Хилал               | 3 – 2 (a.e.t.)     | Џубило Ивата      | Ријад                |
| 2000/01 | Сувон Самсунг блувингс | 1 – 0              | Џубило Ивата      | Сувон                |
| 2001/02 | Сувон Самсунг блувингс | 0 – 0 (4–2 пенали) | Сеул              | Техеран              |

1 Победник финалне групе од 4 екипе.
2 Ел Хилал одбио да одигра утакмицу.

### АФК Лига шампиона (2002—2024)
| Сезона  | Домаћин                                                                          | Резултат         | Гост                     | Место одигравања | Публика |
| ------- | -------------------------------------------------------------------------------- | ---------------- | ------------------------ | ---------------- | ------- |
| 2002/03 | Ел Аин                                                                           | 2:0              | Бек Теро Сасана          | Ел Аин           |         |
| 2002/03 | Бек Теро Сасана                                                                  | 1:0              | Ел Аин                   | Бангкок          |         |
| 2002/03 | Ел Аин победио 2:1 укупним резултатом.                                           |                  |                          |                  |         |
| 2004    | Ел Итихад                                                                        | 1:3              | Сеоњам Илхва чунма       | Џеда             |         |
| 2004    | Сеоњам Илхва чунма                                                               | 0:5              | Ел Итихад                | Сеоњам           |         |
| 2004    | Ел Итихад победио 6:3 укупним резултатом                                         |                  |                          |                  |         |
| 2005    | Ел Аин                                                                           | 1:1              | Ел Итихад                | Ел Аин           |         |
| 2005    | Ел Итихад                                                                        | 4:2              | Ел Аин                   | Џеда             |         |
| 2005    | Ел Итихад победио 5:3 укупним резултатом                                         |                  |                          |                  |         |
| 2006    | Џонбук Хјундаи моторс                                                            | 2:0              | Ел Карамах               | Џонџу            | 25,830  |
| 2006    | Ел Карамах                                                                       | 2:1              | Џонбук Хјундаи моторс    | Хомс             | 40,000  |
| 2006    | Џонбук Хјундаи моторс победио 3 :2 укупним резултатом                            |                  |                          |                  |         |
| 2007    | Сепахан                                                                          | 1:1              | Урава ред дајмондс       | Фуладшахр        | 30,000  |
| 2007    | Урава ред дајмондс                                                               | 2:0              | Сепахан                  | Саитама          | 59,034  |
| 2007    | Урава ред дајмондс победио 3:1 укупним резултатом                                |                  |                          |                  |         |
| 2008    | Гамба Осака                                                                      | 3:0              | Аделејд јунајтед         | Осака            | 20,639  |
| 2008    | Аделејд јунајтед                                                                 | 0:2              | Гамба Осака              | Аделејд          | 17,000  |
| 2008    | Гамба Осака победила 5:0 укупним резултатом                                      |                  |                          |                  |         |
| Сезона  | Победник                                                                         | Резултат         | Другопласирани           | Место одигравања | Посета  |
| 2009    | Поханг стилерс                                                                   | 2:1              | Ел Итихад                | Токио            | 25,743  |
| 2010    | Сеоњам Илхва чунма                                                               | 3:1              | Зоб ахан                 | Токио            | 27,308  |
| 2011    | Ел Сад                                                                           | 2:2 (4:2 пенали) | Џонбук Хјундаи моторс    | Џонџи            | 41,805  |
| 2012    | Улсан Хјундаи                                                                    | 3:0              | Ел Ахли                  | Улсан            | 42,315  |
| Сезона  | Домаћин                                                                          | Резултат         | Гост                     | Место одигравања | Посета  |
| 2013    | Сеул                                                                             | 2:2              | Гуангџоу Евергранде      | Сеул             | 55,501  |
| 2013    | Гуангџоу Евергранде                                                              | 1:1              | Сеул                     | Гуангџоу         | 55,847  |
| 2013    | Гуангџоу Евергранде освојио је титулу резултатом 3:3 због правила гола у гостима |                  |                          |                  |         |
| 2014    | Вестерн Сиднеј вондерерс                                                         | 1:0              | Ел Хилал                 | Сиднеј           | 20,053  |
| 2014    | Ел Хилал                                                                         | 0:0              | Вестерн Сиднеј вондерерс | Ријад            | 66,225  |
| 2014    | Вестерн Сиднеј вондерерс победио је 1:0 укупним резултатом                       |                  |                          |                  |         |
| 2015    | Ел Ахли                                                                          | 0:0              | Гуангџоу Евергранде      | Дубаи            | 9.480   |
| 2015    | Гуангџоу Евергранде                                                              | 1:0              | Ел Ахли                  | Гуангџоу         | 42.499  |
| 2015    | Гуангџоу Евергранде победио је 1:0 укупним резултатом                            |                  |                          |                  |         |
| 2016    | Џонбук Хјундаи моторс                                                            | 2:1              | Ел Аин                   | Џонбук           | 36.158  |
| 2016    | Ел Аин                                                                           | 1:1              | Џонбук Хјундаи моторс    | Ел Аин           | 23.239  |
| 2016    | Џонбук Хјундаи моторс победио је укупним резултатом 3:2                          |                  |                          |                  |         |
| 2017    | Ел Хилал                                                                         | 1:1              | Урава ред дајмондс       | Ријад            | 59.136  |
| 2017    | Урава ред дајмондс                                                               | 1:0              | Ел Хилал                 | Саитама          | 57.727  |
| 2017    | Урава ред дајмондс победио је 2:1 укупним резултатом                             |                  |                          |                  |         |
| 2018    | Кашима антлерс                                                                   | 2:0              | Персеполис               | Кашима           | 35.022  |
| 2018    | Персеполис                                                                       | 0:0              | Кашима антлерс           | Техеран          | 100.000 |
| 2018    | Кашима антлерс је победио укупним резултатом 2:0                                 |                  |                          |                  |         |
| 2019    | Ел Хилал                                                                         | 1:0              | Урава ред дајмондс       | Ријад            | 22.549  |
| 2019    | Урава ред дајмондс                                                               | 0:2              | Ел Хилал                 | Саитама          | 57.727  |
| 2019    | Ел Хилал победио је 3:0 укупним резултатом                                       |                  |                          |                  |         |
| Сезона  | Домаћин                                                                          | Резултат         | Гост                     | Место одигравања | Посета  |
| 2020    | Улсан Хјундаи                                                                    | 2:1              | Персеполис               | Вакра            | 8.517   |
| 2021    | Ел Хилал                                                                         | 2:0              | Поханг стилерс           | Ријад            | 50.171  |
| Сезона  | Домаћин                                                                          | Резултат         | Гост                     | Место одигравања | Посета  |
| 2022    | Ел Хилал                                                                         | 1:1              | Урава ред дајмондс       | Ријад            | 50.881  |
| 2022    | Урава ред дајмондс                                                               | 1:0              | Ел Хилал                 | Саитама          | 53.574  |
| 2022    | Урава ред дајмондс је победио укупним резултатом 2:1                             |                  |                          |                  |         |
| 2023/24 | Јокохама Ф. маринос                                                              | 2:1              | Ел Аин                   | Јокохама         | 53.704  |
| 2023/24 | Ел Аин                                                                           | 5:1              | Јокохама Ф. маринос      | Ел Аин           | 24.826  |
| 2023/24 | Ел Аин победио је 6:3 укупним резултатом                                         |                  |                          |                  |         |

### АФК Лига шампиона елите (2024–данас)
| Сезона  | Домаћин | Резултат | Гост              | Место одигравања | Публика |
| ------- | ------- | -------- | ----------------- | ---------------- | ------- |
| 2024/25 | Ел Ахли | 2:0      | Кавасаки фронтале | Џеда             | 58,281  |